# Theódór Elmar Bjarnason
En aquest nom islandès, el darrer nom és un patronímic, no pas un cognom. La manera de referir-se a aquesta persona és pel nom de pila.
Theodor Elmar "Teddy" Bjarnason (Reykjavík, Islàndia el 4 de març de 1987) és un futbolista islandès que juga com a migcampista esquerre amb el AGF de Dinamarca.